# Bonneuil-les-Eaux
Bonneuil-les-Eaux ist eine französische Gemeinde mit 780 Einwohnern (Stand: 1. Januar 2022) im Département Oise in der Region Hauts-de-France; sie gehört zum Arrondissement Clermont und zum Kanton Saint-Just-en-Chaussée und ist Teil der Communauté de communes de l’Oise Picarde. Die Einwohner werden Bonneuillois genannt.

## Geographie
Bonneuil-les-Eaux liegt etwa 35 Kilometer nordnordwestlich von Clermont. Umgeben wird Bonneuil-les-Eaux von den Nachbargemeinden Gouy-les-Groseillers im Norden und Nordwesten, Fransures und Lawarde-Mauger-l’Hortoy im Norden, Hallivillers im Nordosten, Paillart im Osten und Südosten, Esquennoy im Süden und Südosten, Fléchy im Süden, Blancfossé im Südwesten sowie Croissy-sur-Celle im Westen.
Durch die Gemeinde führt die Autoroute A16.

## Bevölkerungsentwicklung
| Jahr                      | 1962 | 1968 | 1975 | 1982 | 1990 | 1999 | 2006 | 2013 |
| Einwohner                 | 658  | 672  | 686  | 694  | 745  | 751  | 797  | 821  |
| Quelle: Cassini und INSEE |      |      |      |      |      |      |      |      |

## Sehenswürdigkeiten
Siehe auch: Liste der Monuments historiques in Bonneuil-les-Eaux
- Kirche Saint-Nicolas aus dem 13. Jahrhundert, Monument historique seit 1997
- Reste des ehemaligen Priorats Saint-Nicolas, verbliebenes Portal ist Monument historique seit 1998
- Kapelle Saint-Roch, 1733 erbaut
- Turmhügelburg

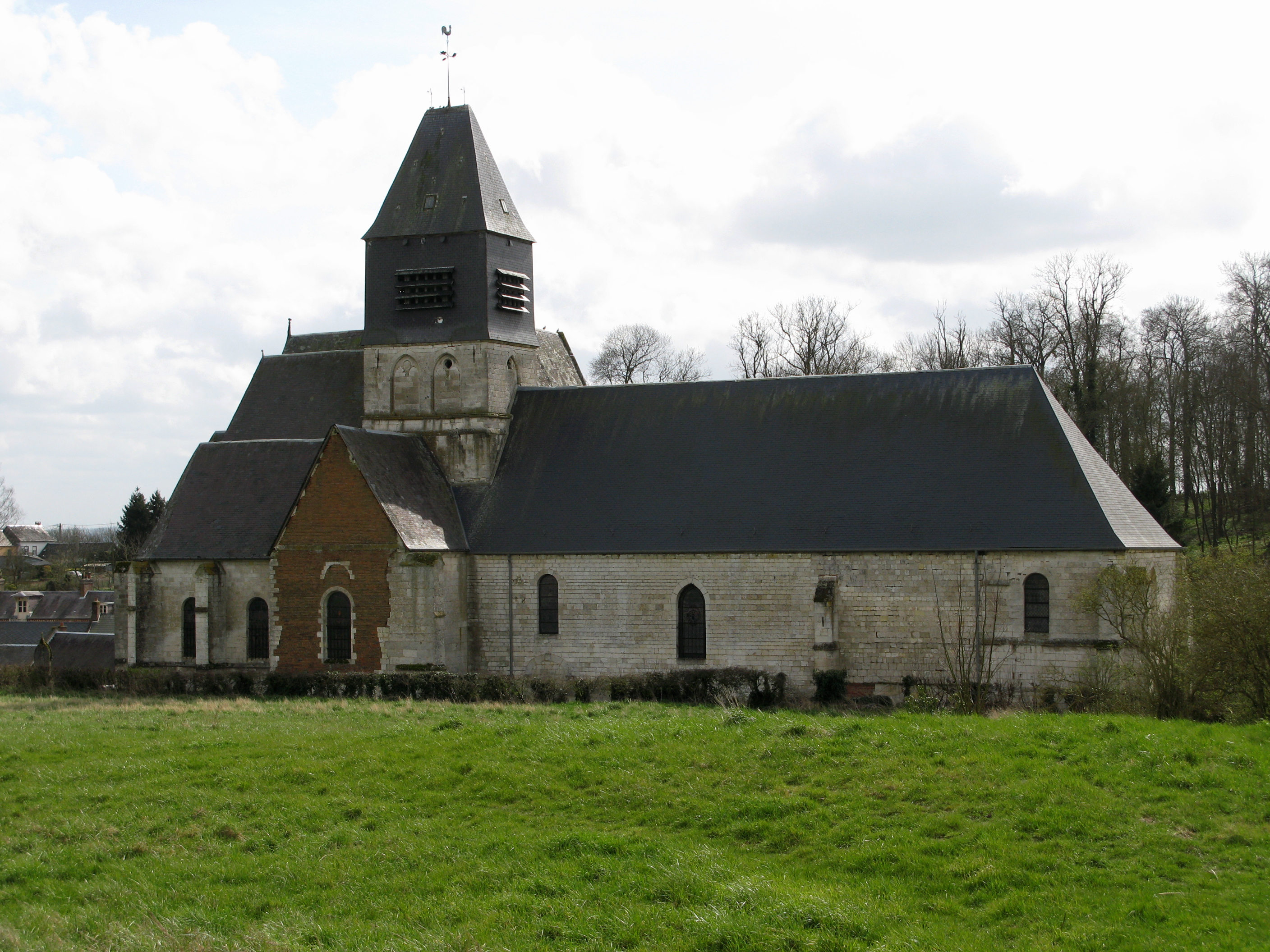
Kirche Saint-Nicolas
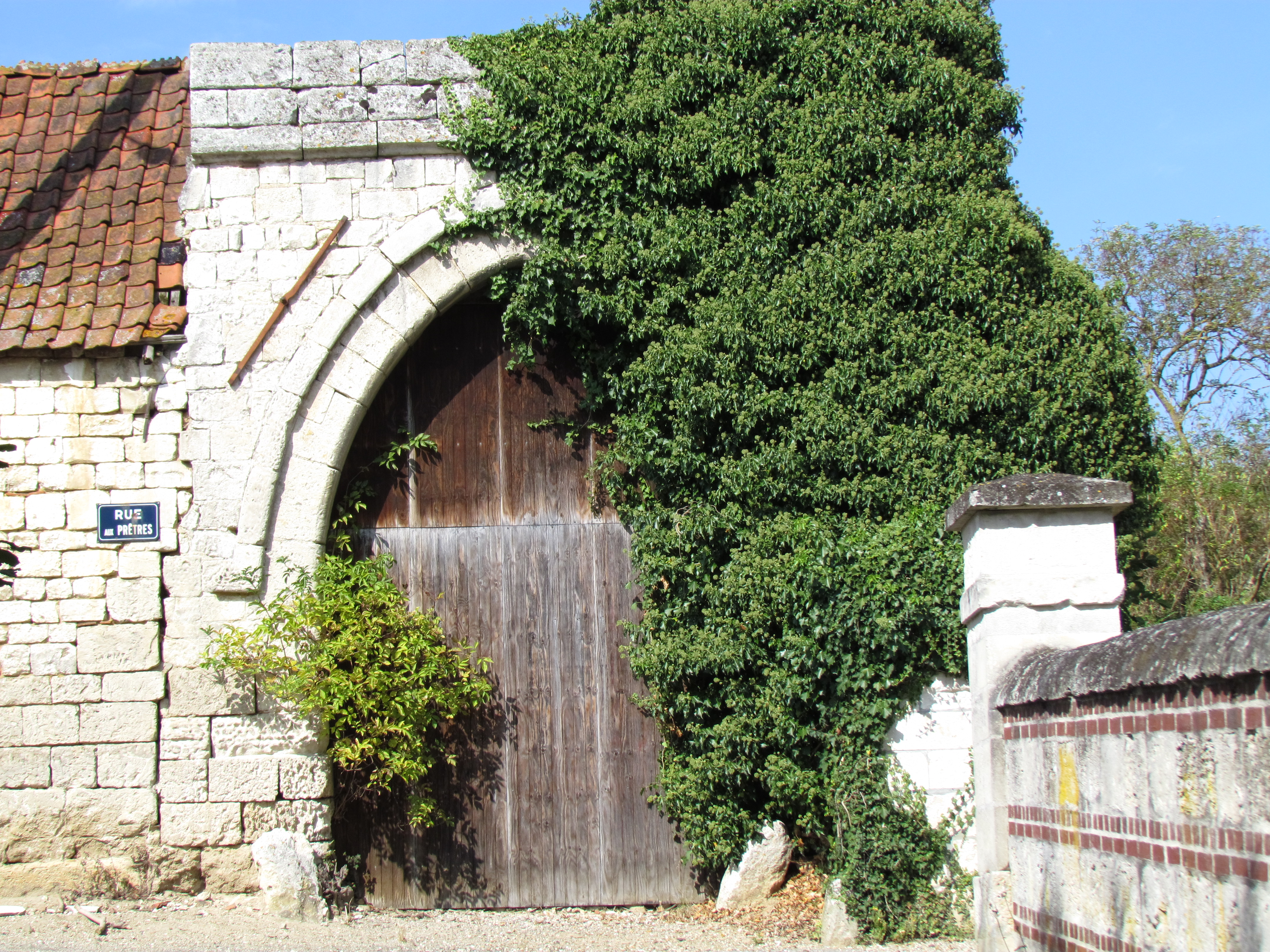
Portal des ehemaligen Priorats
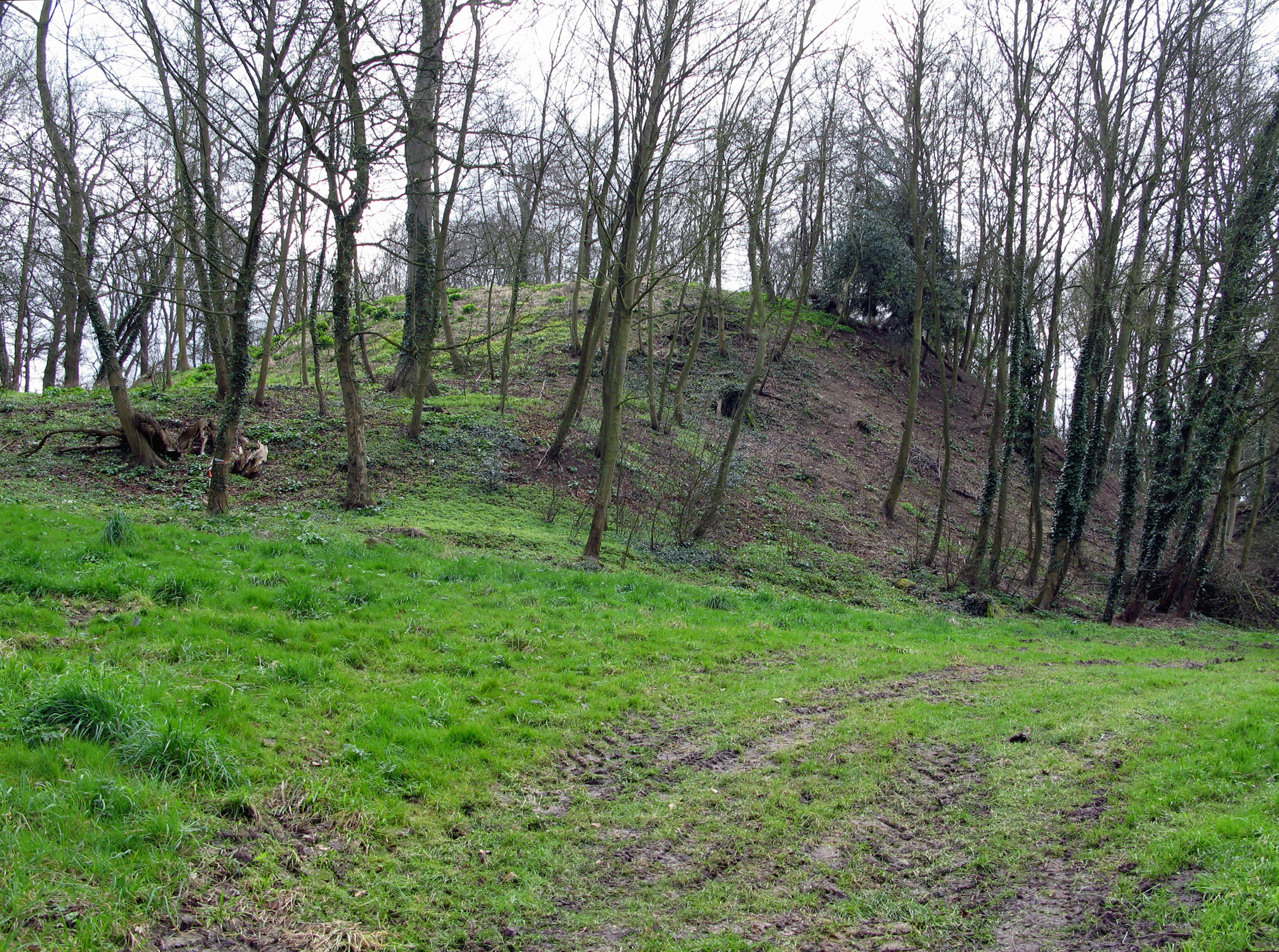
Turmhügelburg